# Julian z Toledo
Julian z Toledo, (hiszp.) San Julián de Toledo (ur. ok. 620 w Toledo, zm. w pierwszych dniach marca 690 tamże) – arcybiskup Toledo, teolog i literat, święty Kościoła katolickiego.

## Życiorys
Urodził się w rodzinie chrześcijańskiej pochodzenia żydowskiego. Nauki pobierał u arcybiskupa Toledo, późniejszego św. Eugeniusza.
16 stycznia 680 roku otrzymał sakrę i został arcybiskupem Toledo zastępując zmarłego metropolitę Kwiryka (Quiricusa). Pełnił także funkcję biskupa Kartageny. Miał udział w obaleniu króla Wamby, któremu towarzyszył w wyprawie przeciwko księciu Galii Narbońskiej i namaścił na tron toledański króla Erwiga. W czasie gdy przewodził episkopatowi poprowadził cztery synody: XII w 681, XIII w 683, XIV w 684 i XV w 688 roku. Jego działalność miała wpływ na rozwój liturgii mozarabskiej (wizygocki). Twórczość literacka św. Juliana z Toledo obejmowała dzieła historyczne, dysputy, utwory polemiczne i eseje świadczące o szerokich horyzontach i oczytaniu.
Według jego następcy i biografa, Feliksa św. Julian był rozmodlonym i wielkodusznym opiekunem uciśnionych, podejmującym wysiłki w celu pojednania z Żydami, uporządkowania obrzędów i kontynuatorem zbioru Collectio hispana.

## Kult
Pochowany został w kościele św. Leokadii w Toledo. Nie ma pewności gdzie współcześnie znajdują się relikwie świętego Juliana. Istnieją przypuszczenia, że miejscem tym jest Oviedo. 
Jest, obok św. Leokadii, patronem Toledo, a szczególnym miejscem kultu jest Katedra Świętej Marii Toledańskiej.
Atrybutem świętego jest pastorał.
Wspomnienie liturgiczne w Kościele katolickim obchodzone jest 6 lub 8 marca.

## Wybrane dzieła
- De sextae aeatis comprobatione
- Prognosticon futuri saeculi
- Historia de Wambae expeditione
- Historia Rebellionis Pauli adversus Wambam
- Apologeticum fidei
- Apologeticum de tribus capitulis
- Libros de la sexta edad contra los judíos
- Orationes
- Beati Ildephonsi Elogium
- Vida de San Ildelfonso
- Liber prognosticorum futuri saeculi
- Antikeimenon libri duo
- De comprobatione sextae aetatis libri tres